# Wilhelm Lüer

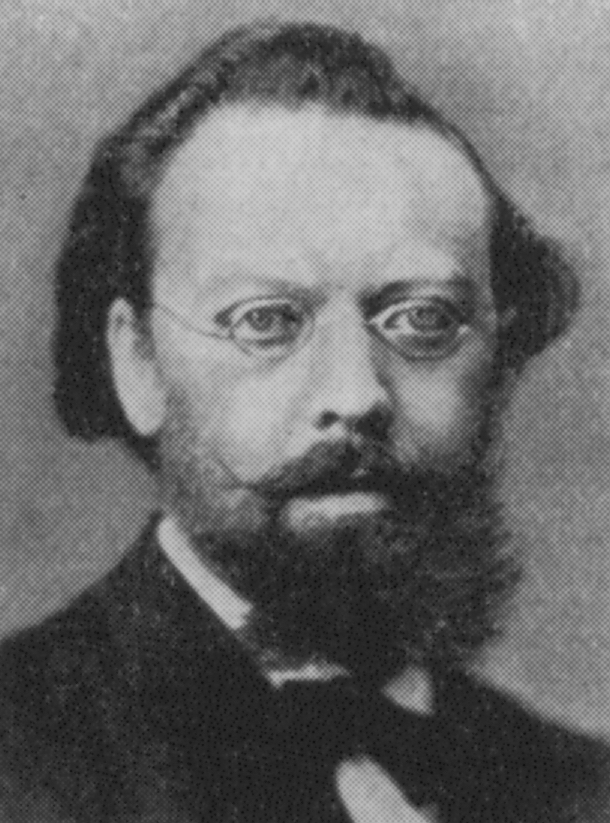
Wilhelm Lüer

Wilhelm Lüer (vollständiger Name: Johann Heinrich Wilhelm Lüer; * 28. Dezember 1834 in Goslar; † 4. Juni 1870 in Linden vor Hannover) war ein deutscher Architekt und Hochschullehrer.

## Leben und Werk
Wilhelm Lüer studierte von 1850 bis 1856 an der Polytechnischen Schule Hannover bei Conrad Wilhelm Hase, dessen bester Schüler und späterer Mitarbeiter er wurde, ehe er sich selbstständig machte.
1858 wurde er an der Polytechnischen Schule Assistent der Baukunst bei Ludwig Debo und am 1. Oktober 1869 als dessen Nachfolger Dozent für Baukunst und Ornamentik. 1860 war er neben Conrad Wilhelm Hase einer der Mitbegründer der Niedersächsischen Bauhütte.

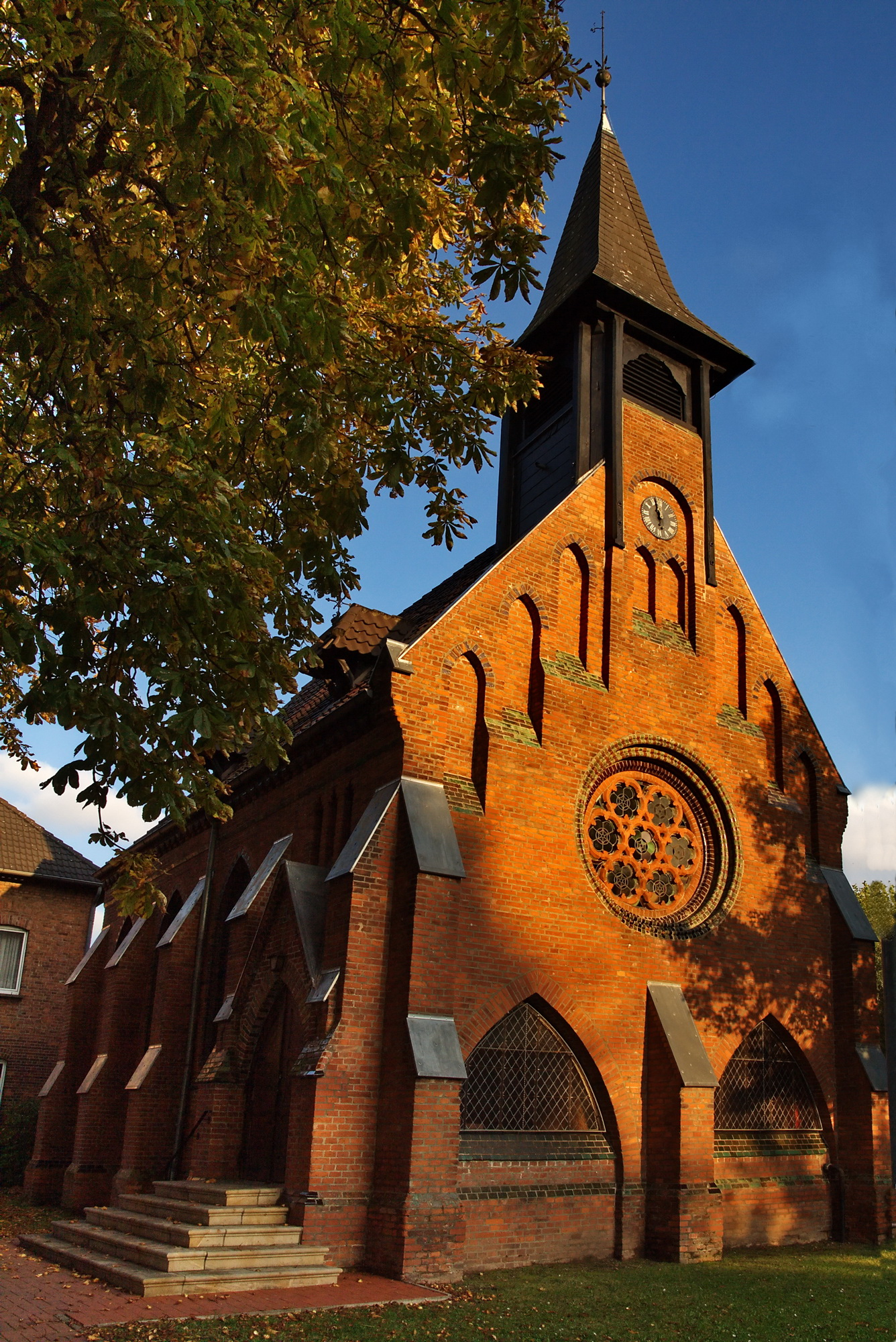
Die St.-Johannis-Kapelle im hannoverschen Stadtteil Bemerode

Von seinen Bauten ist nur die 1866/67 erbaute St.-Johannis-Kapelle in Bemerode erhalten. Sein Hauptwerk waren die von 1863 bis 1869 entstandene Bauten des Zoologischen Gartens in Hannover. 1864 entwarf er die Villa für den Mitbegründer des Zoos, den Weinhändler Georg Schultz, und 1865 das Egestorff’sche Aquarium. Als er 1865 wegen seiner Zoobauten in die öffentliche Kritik geriet, unterstützte ihn Alfred Brehm, der ihn wegen seiner romantisierenden Burg- und Felsbauten schätzte. In der Folge entwarf er neben dem Berliner Aquarium Unter den Linden im Grottenstil weiter Aquarien für Köln (1869) und Mühlhausen. In Berlin baute er auch das Hotel Minerva, das bis 1916 bestand. Im Goslarer Raum restaurierte und baute er Kirchen.
Nach seinem Tod setzte Hase die Arbeiten an den Kirchen und an der Villa Glitzerburg von Karl Wedekind fort.

## Ehrungen
Die 1898 angelegte Lüerstraße im hannoverschen Stadtteil Zoo ehrt den Architekten mit ihrer Namensgebung.